# Breuil (Somme)
Breuil és un municipi francès situat al departament del Somme i a la regió dels Alts de França. L'any 2007 tenia 50 habitants.

## Demografia

### Població

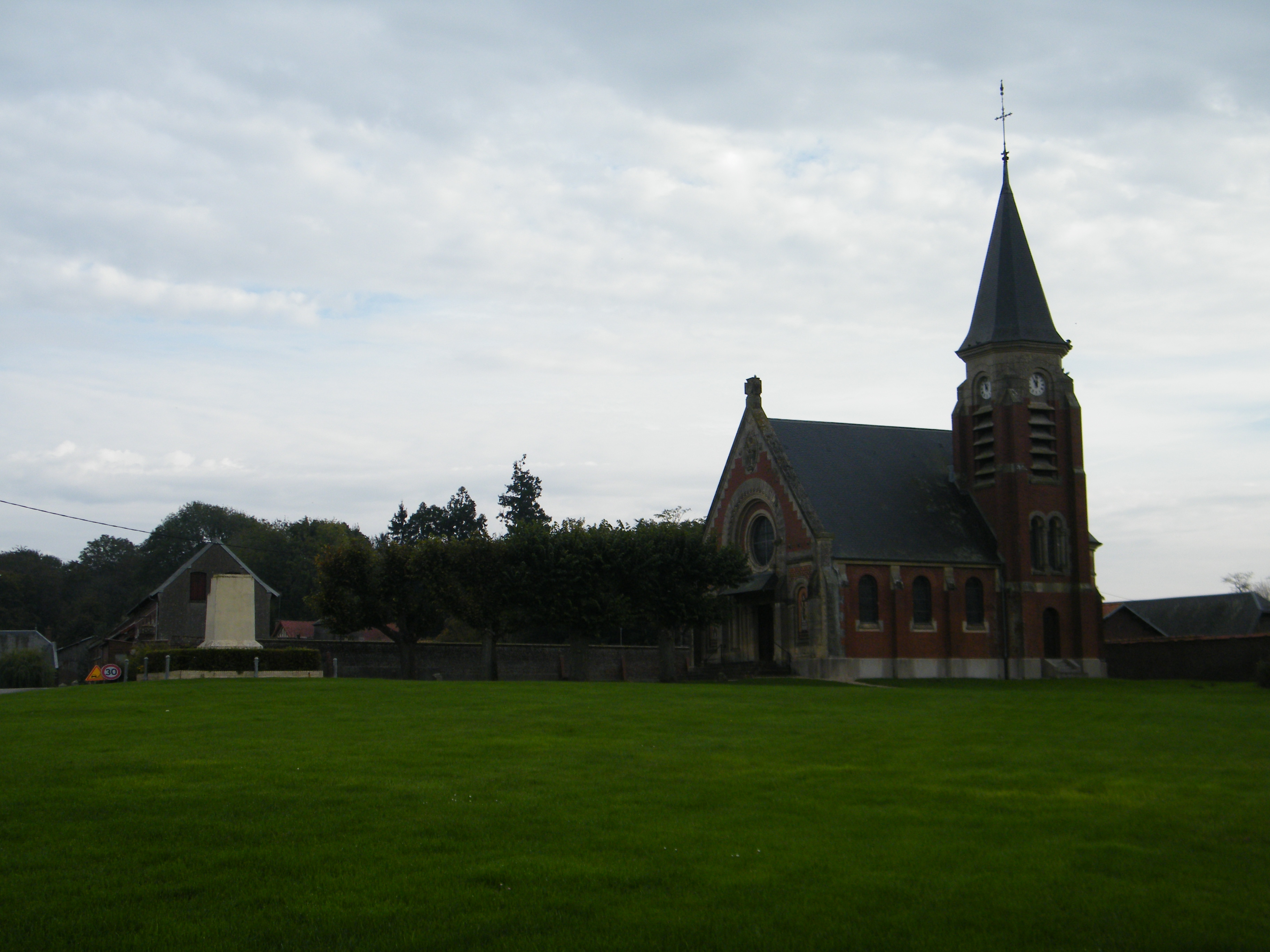

El 2007 la població de fet de Breuil era de 50 persones. Hi havia 20 famílies de les quals 4 eren unipersonals (4 dones vivint soles i 4 dones vivint soles), 4 parelles sense fills i 12 parelles amb fills.
La població ha evolucionat segons el següent gràfic:
Habitants censats

### Habitatges
El 2007 hi havia 27 habitatges, 18 eren l'habitatge principal de la família, 6 eren segones residències i 3 estaven desocupats. Tots els 27 habitatges eren cases. Dels 18 habitatges principals, 13 estaven ocupats pels seus propietaris i 5 estaven llogats i ocupats pels llogaters; 2 tenien tres cambres, 4 en tenien quatre i 12 en tenien cinc o més. 15 habitatges disposaven pel capbaix d'una plaça de pàrquing. A 6 habitatges hi havia un automòbil i a 9 n'hi havia dos o més.

### Piràmide de població

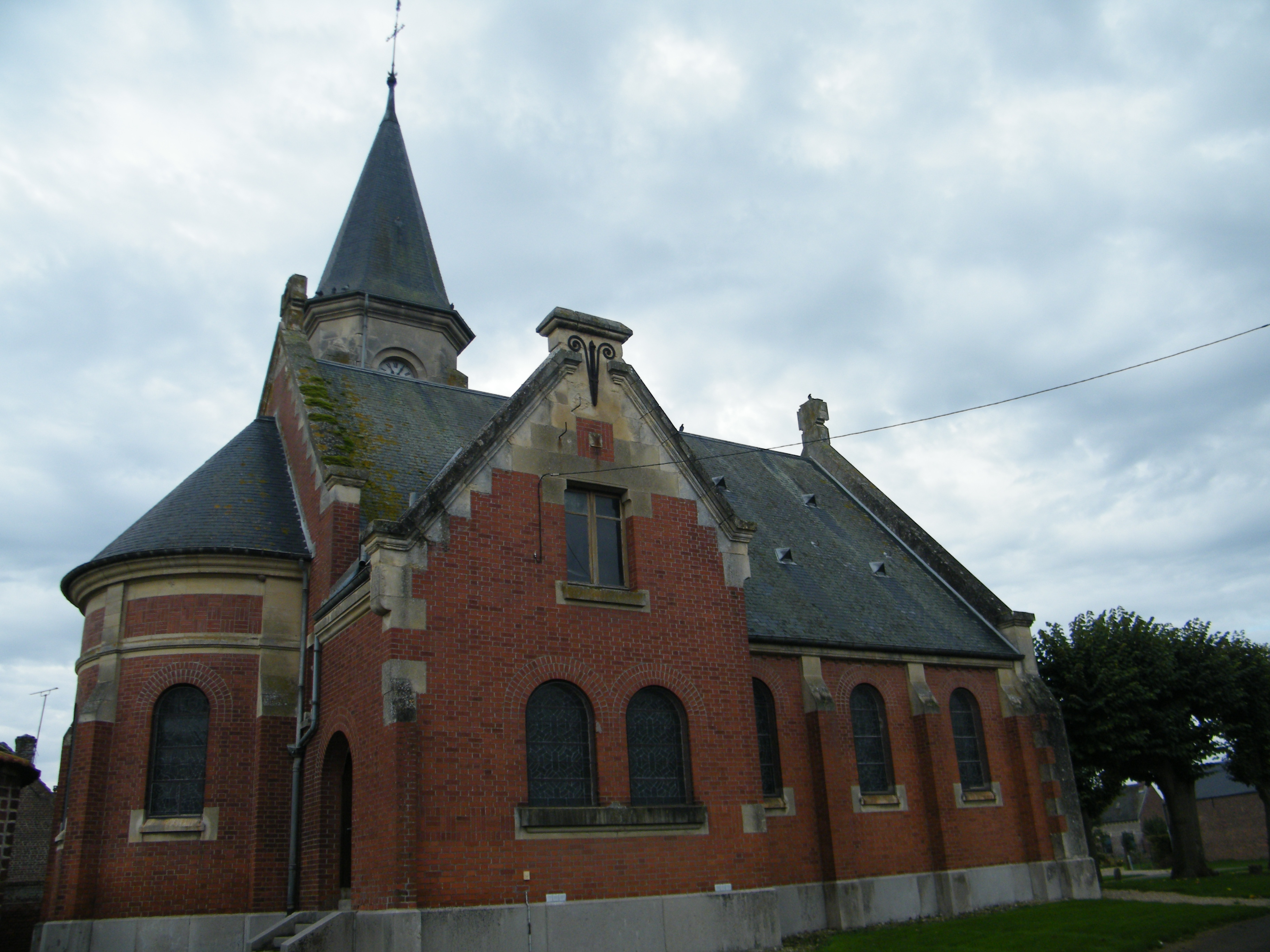

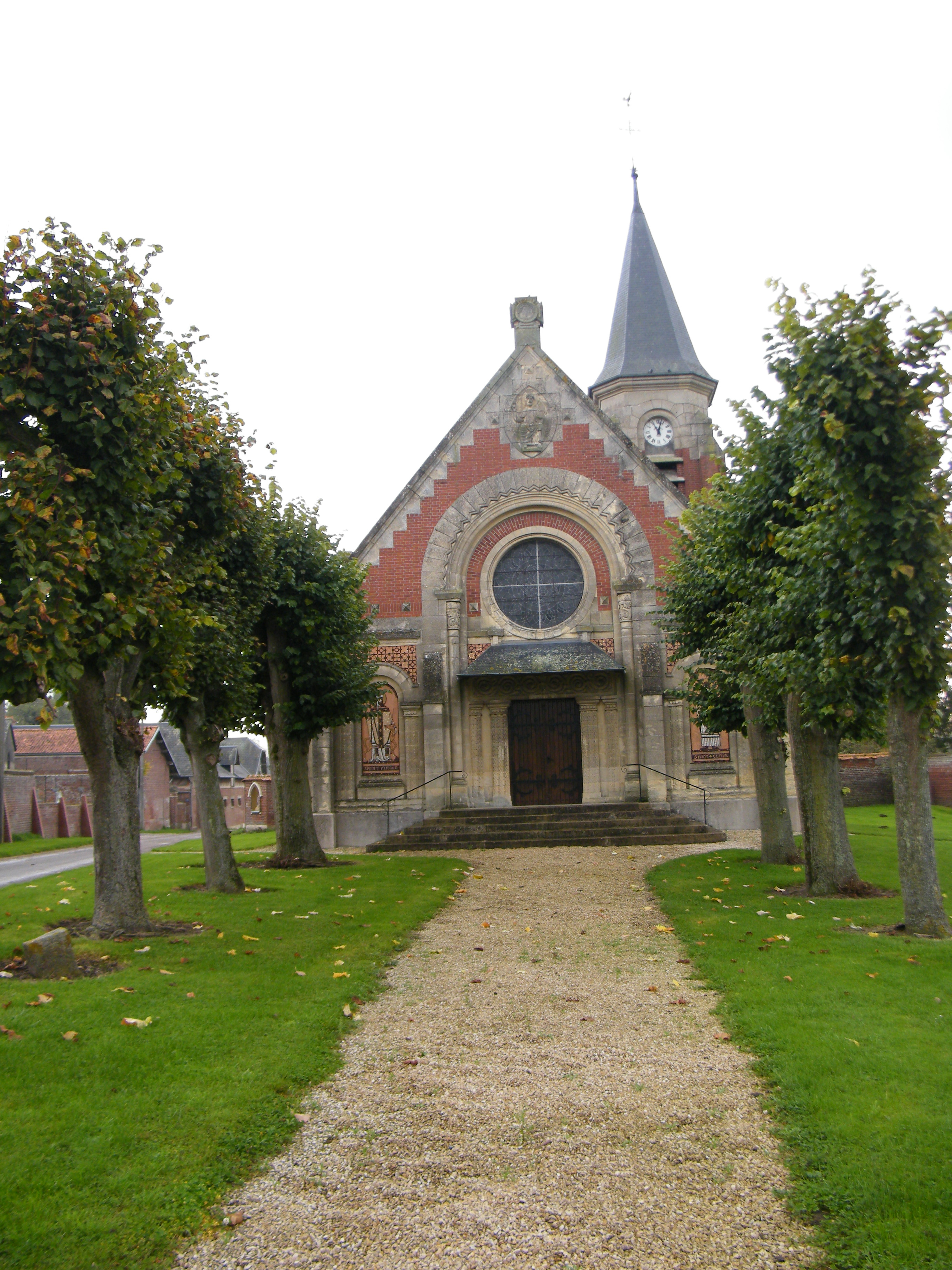

La piràmide de població per edats i sexe el 2009 era:
| Homes | Edats   | Dones |
| ----- | ------- | ----- |
| 0     | 95 o +  | 0     |
| 0     | 90 a 94 | 0     |
| 0     | 85 a 89 | 0     |
| 0     | 80 a 84 | 4     |
| 0     | 75 a 79 | 0     |
| 0     | 70 a 74 | 0     |
| 0     | 65 a 69 | 0     |
| 8     | 60 a 64 | 4     |
| 0     | 55 a 59 | 4     |
| 4     | 50 a 54 | 0     |
| 0     | 45 a 49 | 4     |
| 4     | 40 a 44 | 4     |
| 0     | 35 a 39 | 0     |
| 4     | 30 a 34 | 0     |
| 0     | 25 a 29 | 4     |
| 0     | 20 a 24 | 0     |
| 12    | 15 a 19 | 0     |
| 0     | 10 a 14 | 4     |
| 0     | 5 a 9   | 0     |
| 0     | 0 a 4   | 0     |

## Economia

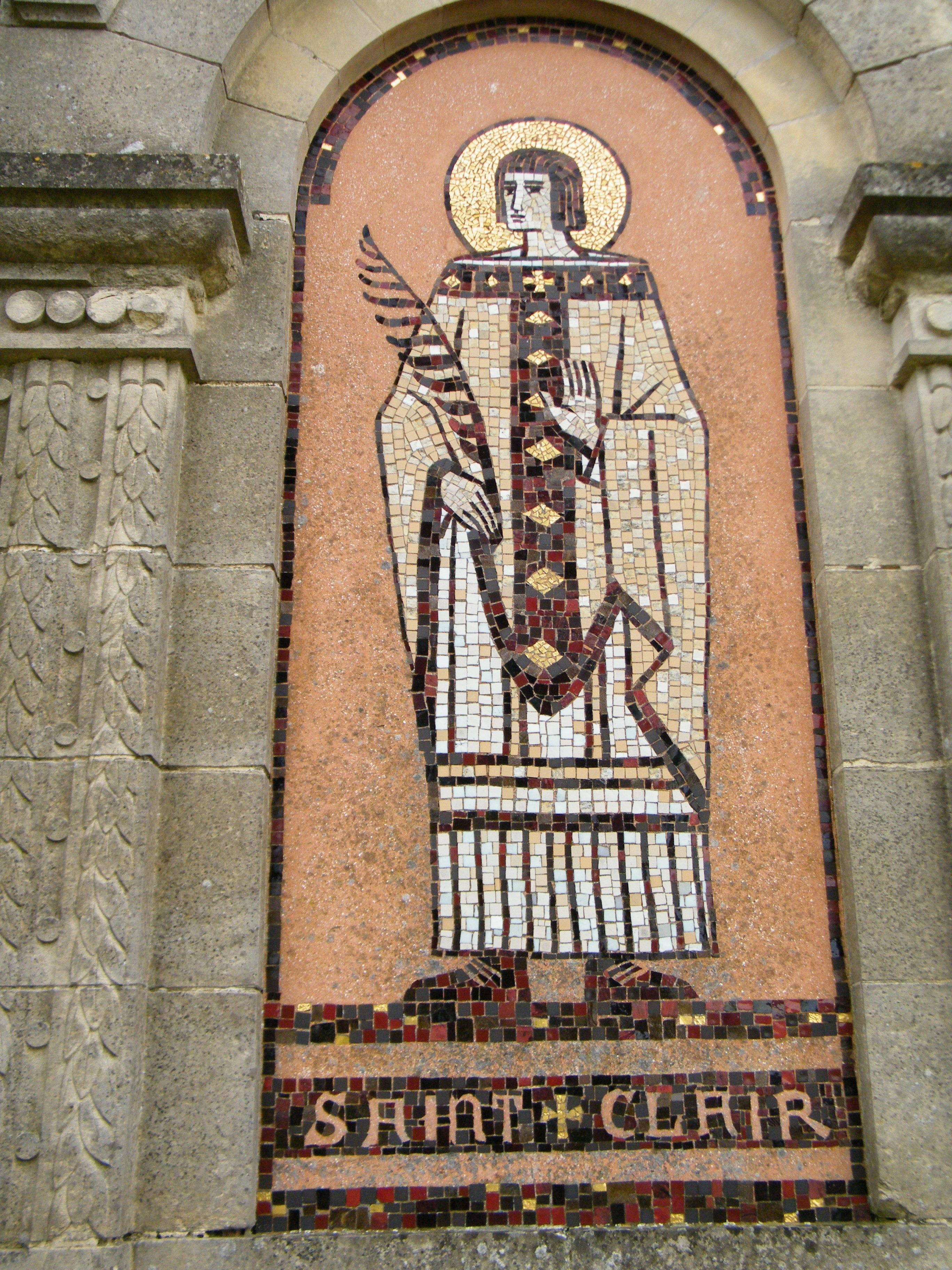

El 2007 la població en edat de treballar era de 38 persones, 27 eren actives i 11 eren inactives. De les 27 persones actives 24 estaven ocupades (15 homes i 9 dones) i 3 estaven aturades (1 home i 2 dones). De les 11 persones inactives 3 estaven jubilades, 3 estaven estudiant i 5 estaven classificades com a «altres inactius».
Activitats econòmiques
L'any 2000 a Breuil hi havia 4 explotacions agrícoles.

## Poblacions més properes

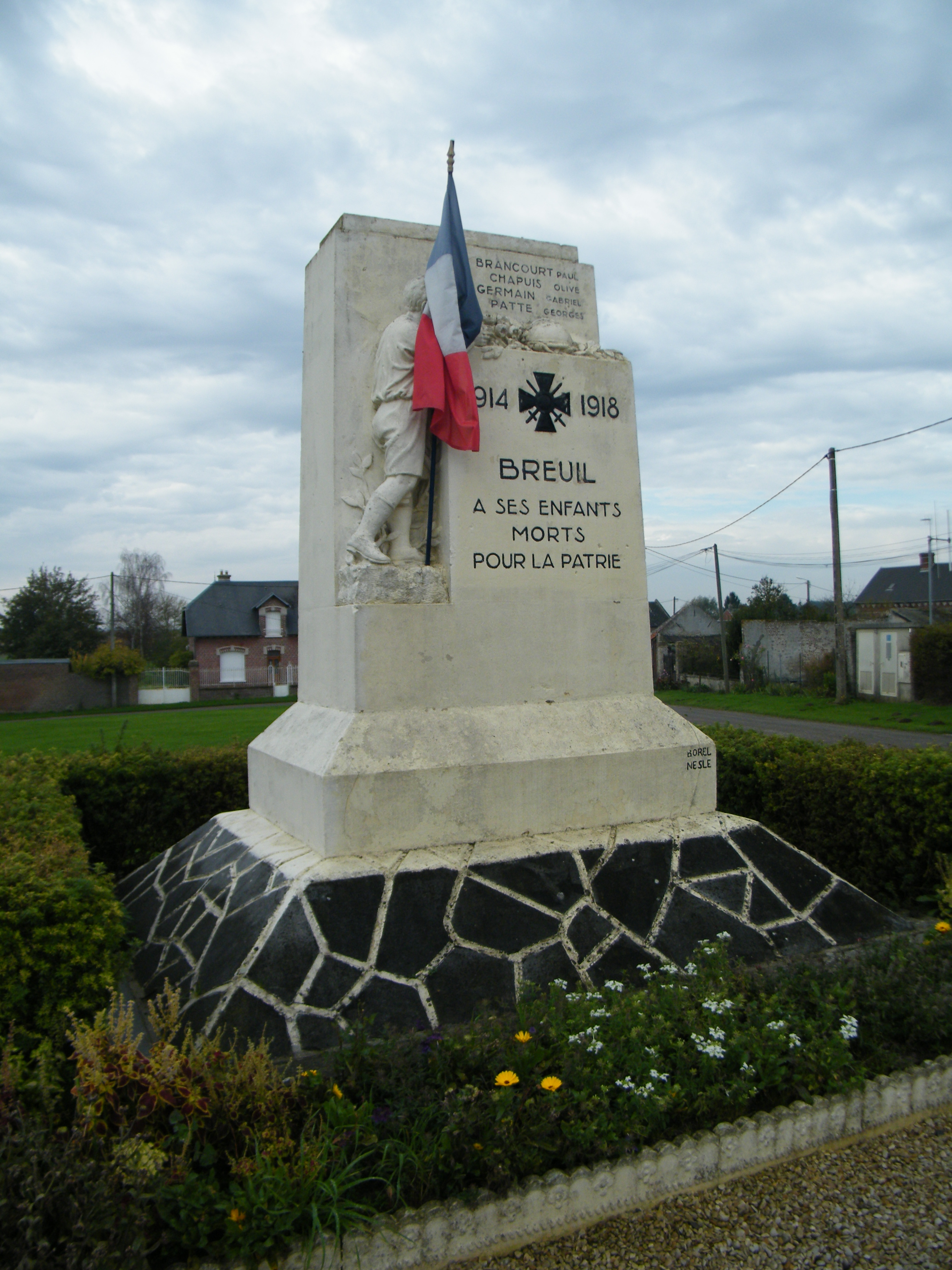

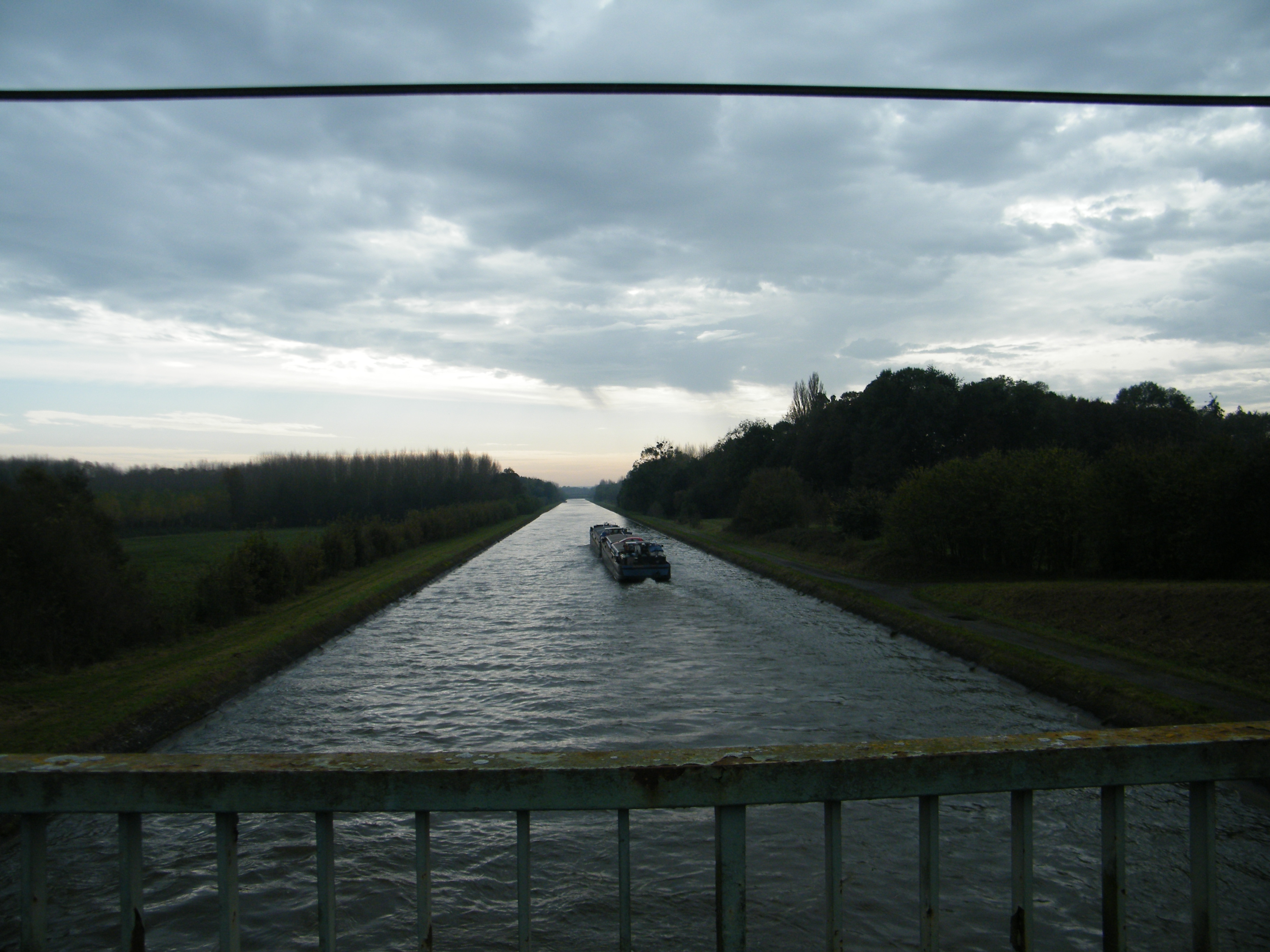

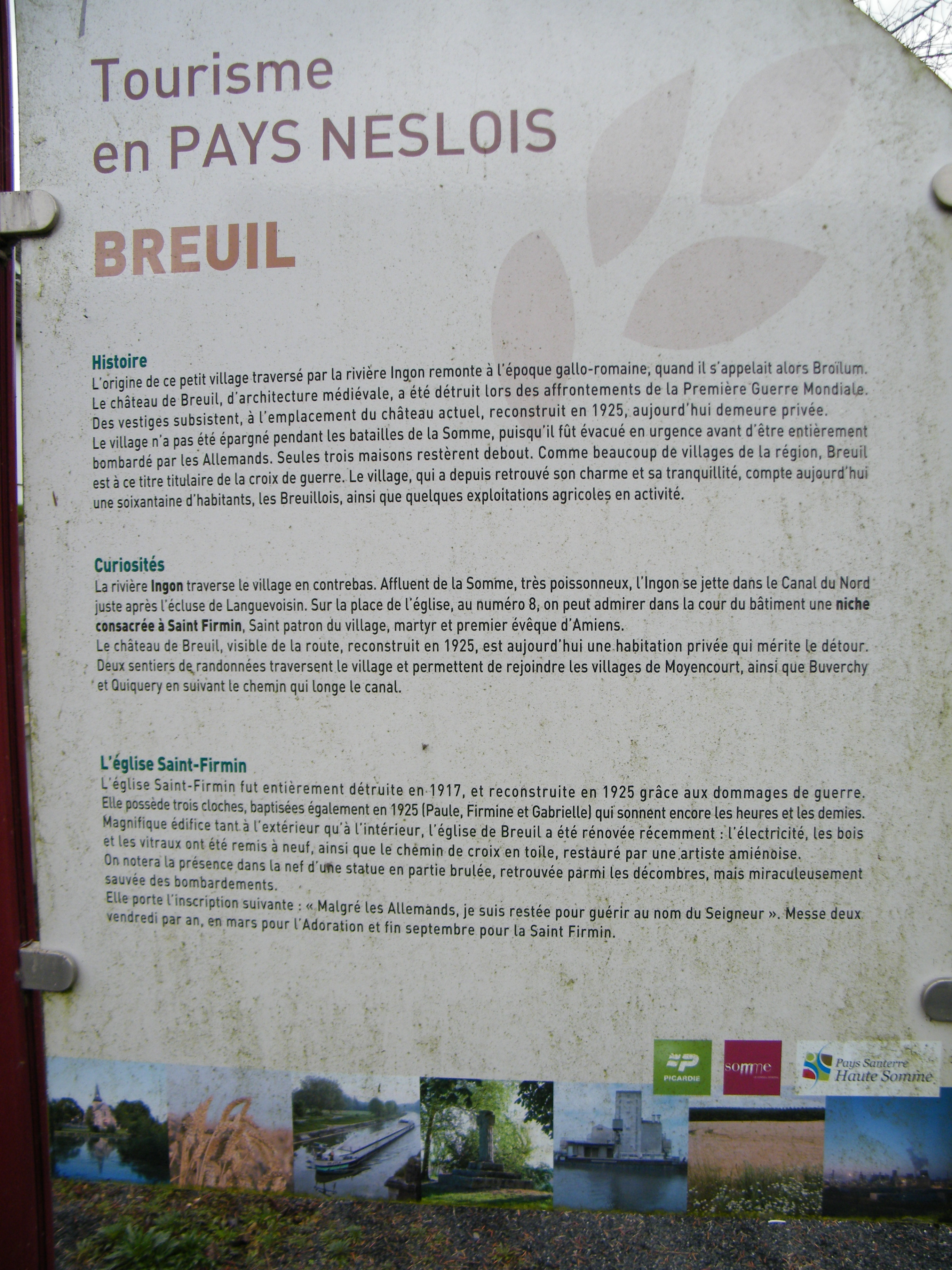

El següent diagrama mostra les poblacions més properes.